# ルースキエ・ヴィーチャズィ

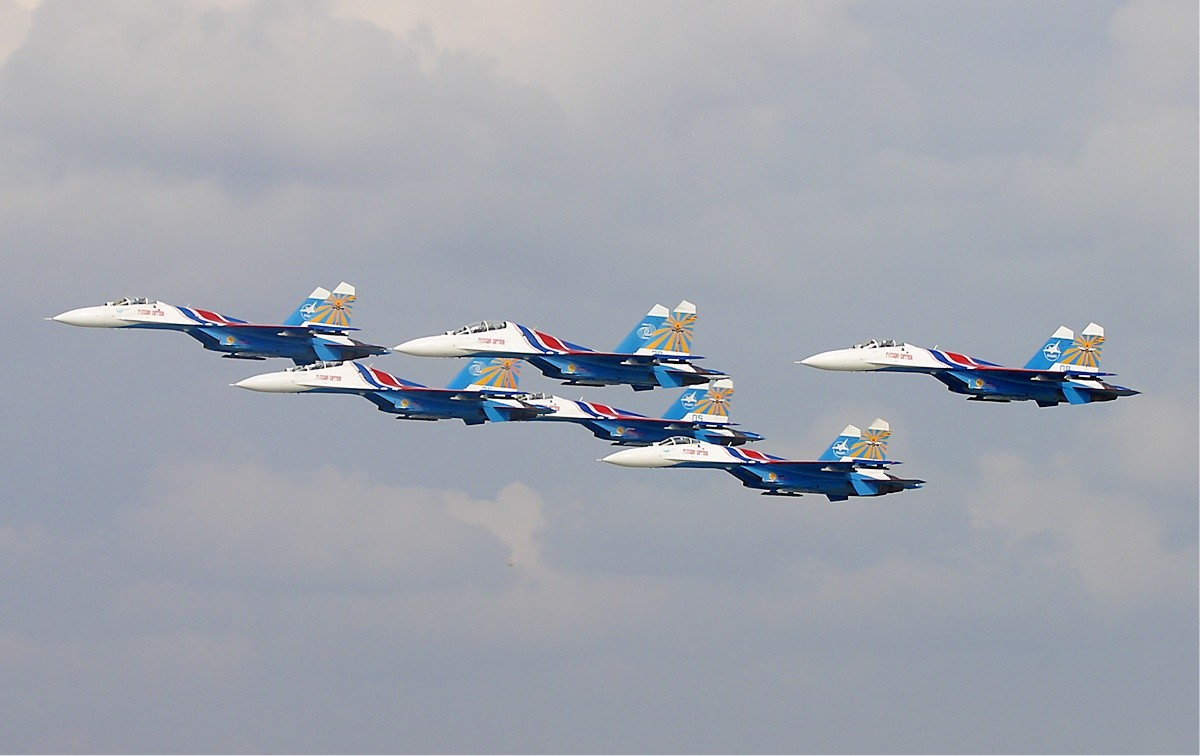
ルースキエ・ヴィーチャズィのSu-27

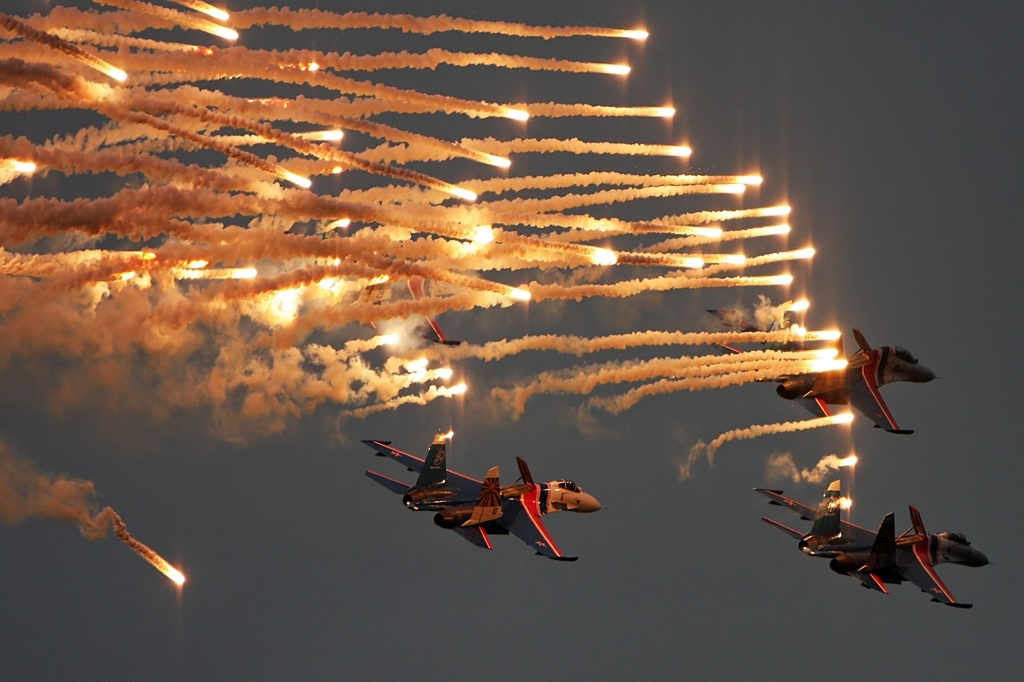
フレアを使用する演目

ルースキエ・ヴィーチャズィ（ロシア語: Пилотажная группа «Русские Витязи» ピラタージュナヤ・グルーッパ・ルースキイェ・ヴィーチャズィ）は、ロシア空軍の展示飛行チーム。ソ連時代の1991年4月5日に、Su-27を装備する部隊として結成された。
チーム名は、「ロシアの勇者たち」という意味。対外向けアピールもあり、「Russian Knights」の英名も使用している。但し「ヴィーチャズィ」とは、半ば伝説と化した古代ロシア・ルーシ固有の英傑のことを指す名称で、「ナイト」(Knights)とは別物である。日本語では、英語表記からロシアン・ナイツと呼ばれることもある。ロシアでは、単に「ヴィーチャズィ」とも呼ばれている。ルースキイェ・ビチャジ、ルースキエ・ビチャジと表記されることもある。
大量のフレアを使用する夜間の演目が有名。

## 概要

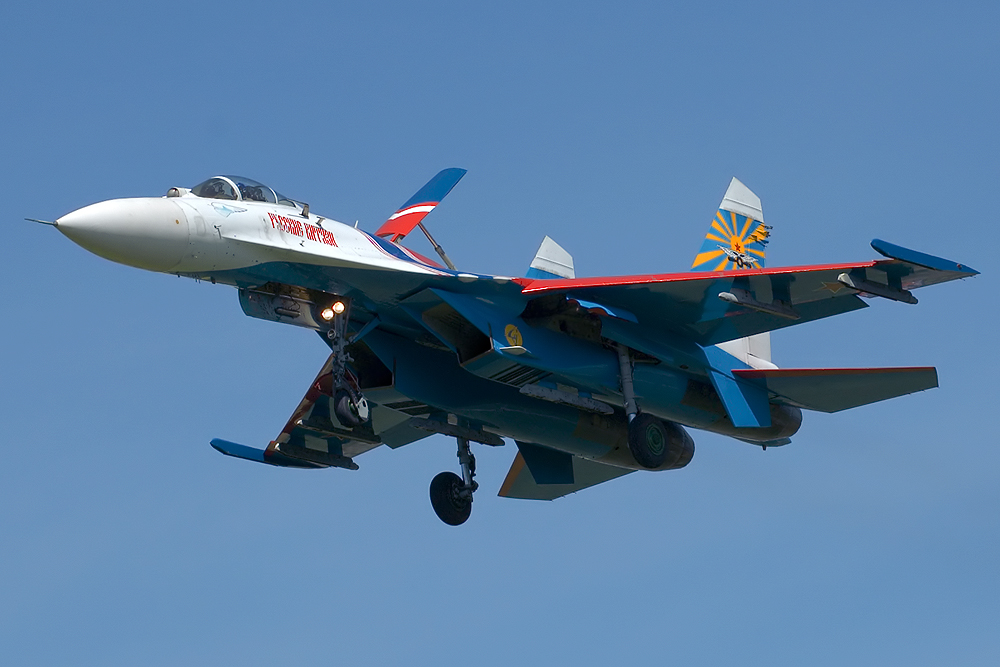
Su-27

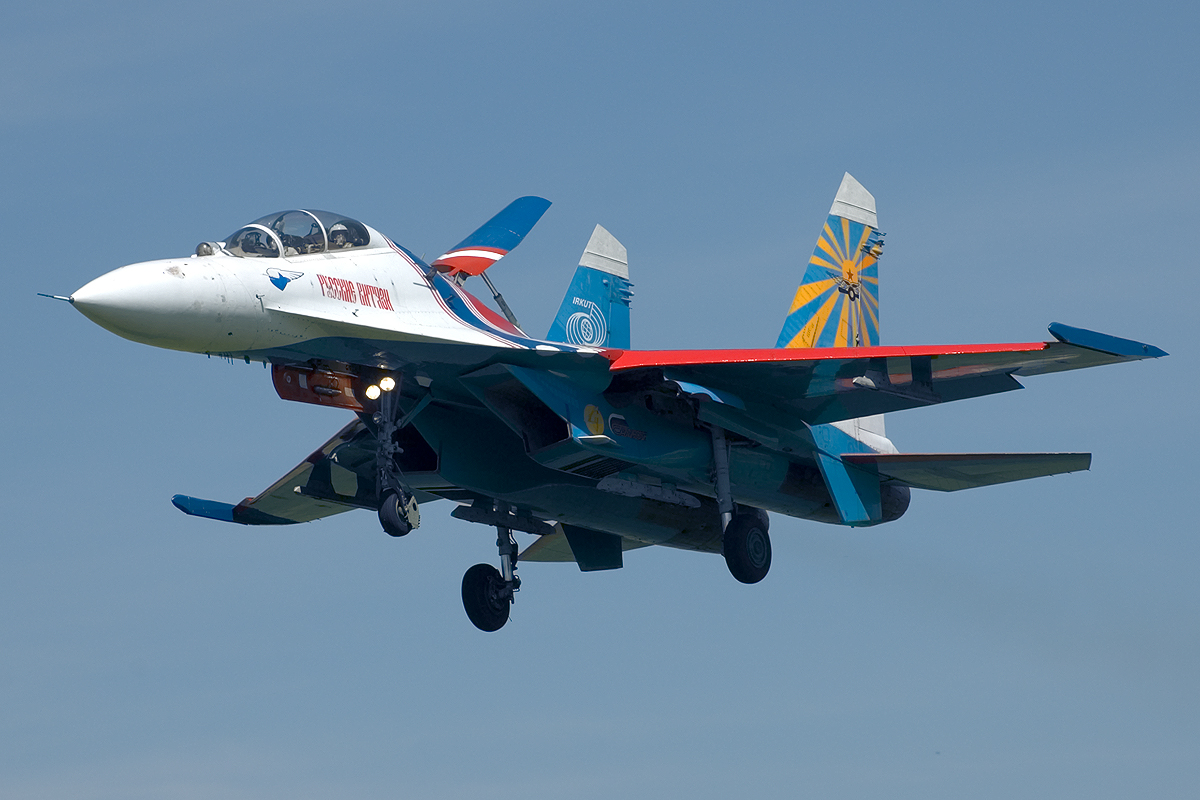
Su-27UB

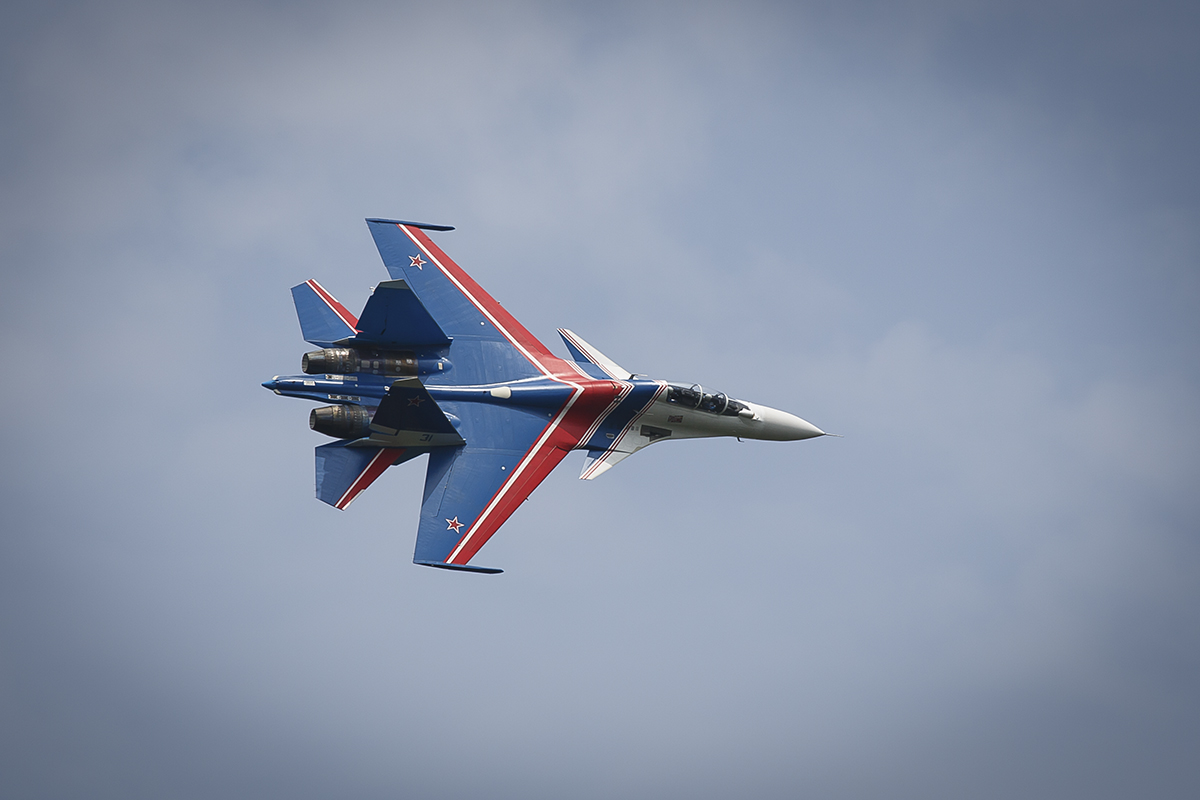
Su-30SM

クビンカ飛行場では、1935年に赤軍空軍の部隊が置かれて以来、さまざまな新型機種の飛行試験が行われてきた。1989年5月、クビンカ飛行場のI・N・コジェドゥープ記念第237展示飛行技術センターにSu-27が装備されると、それまでの戦闘機に対し行われてきたのと同様、さまざまな試験や訓練が開始された。そうした中で明らかとなったのは、Su-27が同時期に配備されたMiG-29より編隊飛行が難しいということであった。だが、こうした欠点の克服は、それまでMiG-19、MiG-21、MiG-23などでも課されてきた、ごく当然の課題であった。その後、正式な構成スタッフが決定された。
かくして、1991年4月5日、クビンカ空軍基地で6機のSu-27/UBを装備する部隊としてルースキエ・ヴィーチャズィは誕生した。このチームは、同年9月にイギリスでソ連空軍部隊として初めての西側での展示飛行を行った。
1995年12月12日には訓練中に3機のSu-27が衝突する事故が発生し、パイロット4名の生命が失われた。これは、独立後のロシアの経済低迷による空軍の訓練不足を象徴する出来事として報道された。翌1996年10月には、この惨事を追悼する記念碑が建てられた。
その後しばらくチームは飛行を停止していたが、やがて残る4機のSu-27を用いて活動を再開した。それらは新しい明るい色の塗装を施され、1996年9月に観衆の前に姿を現した。1997年には6機編隊へ回復した。この年の6月には、事故後初めて海外遠征を行った。
近年では、新しいSu-27Mが優先配備されるなど、「ロシア空軍の顔」としての重要な役割を担い続けている。また、ルースキエ・ヴィーチャズィの順調な活動はロシア経済の順調な復調を象徴するひとつのアピールともなっている。また、2006年にはチーム結成15周年を記念し、ロシアやベラルーシなどの各地で展示飛行を披露している。
2006年の中国ツアーより正式にレッドブルのスポンサードを受けることになり、ユニフォームと機体マーキングにレッドブルのロゴが書き込まれた。
2009年8月16日、モスクワ航空ショーに向けてのアクロバット飛行訓練の最中に隊長機と僚機が接触し、二機とも墜落した。乗員のうち二名は脱出したが、乗員の一人であった、ルースキエ・ヴィーチャズィ隊長のイーゴリ・トカチェンコ大佐が死亡した。
2011年、空軍予算の縮小に伴いチームはモスクワエアショーをもって解散する事と言う噂が出たが、ホームベースをクビンカ基地から移動して存続する事が発表された。
2016年機体をSu-30SMに切り替えると発表した。
2016年6月9日10時25分、モスクワ郊外で1機が墜落し、パイロットのセルゲイ・エレメンコ (Sergey Eremenko) が死亡した。墜落原因はエンジン故障の可能性が高いという。事故を受けすべてのSu-27の飛行が停止された。
2016年12月1日、イルクートはSu-30SMを4機を納入したと発表。10月14日に納入した4機を合わせて計8機の納入が完了した。4機はクベンカ空軍基地に到着し、訓練が開始された。
2017年3月にはランカウイ海事航空展覧会においてSu-30SMに転換して初めて曲芸飛行を行った。

## 曲技飛行以外への利用

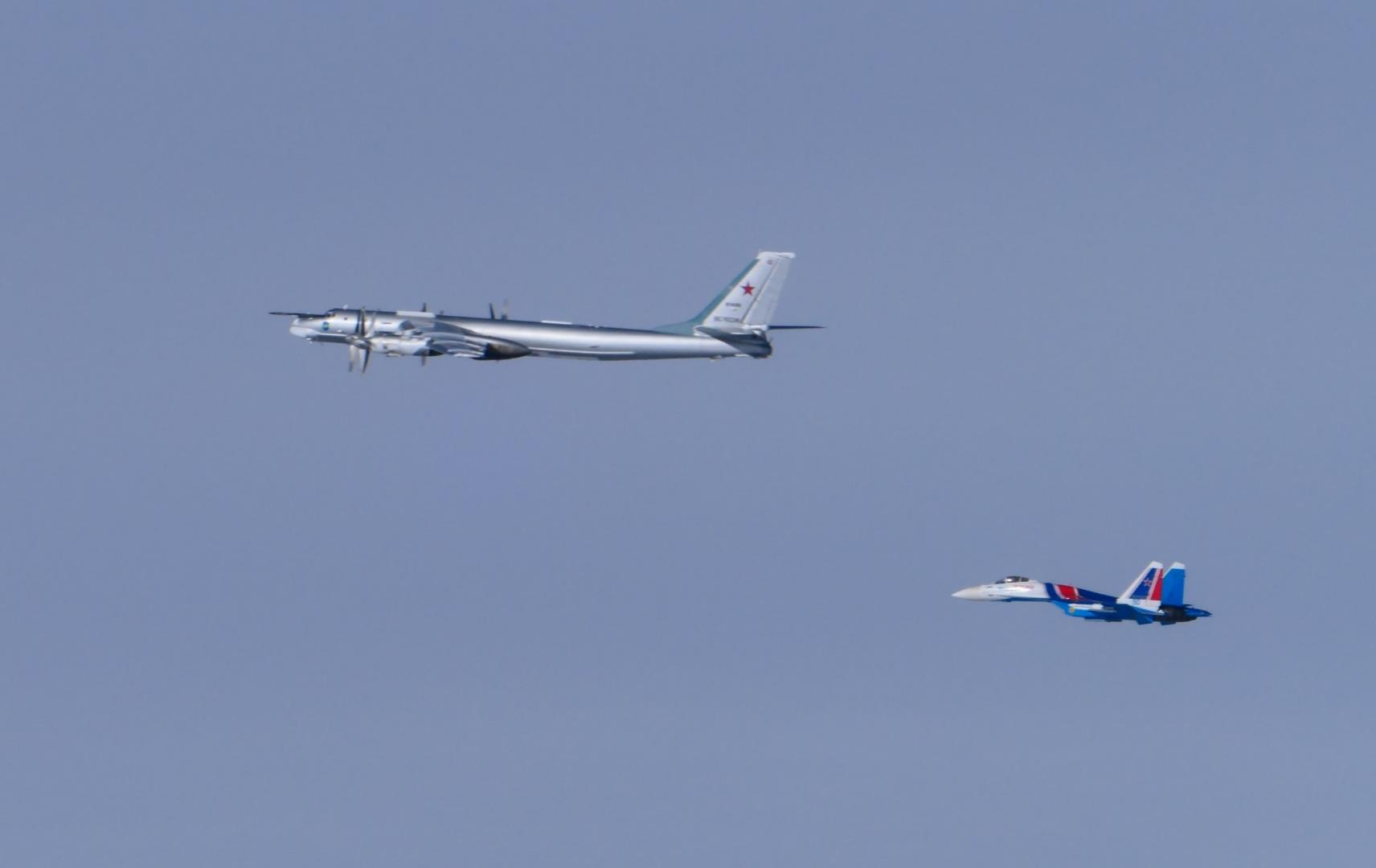
Tu-95と飛行するSu-35S（スクランブル発進した航空自衛隊機が撮影）

ルースキエ・ヴィーチャズィで運用される戦闘機は、通常機と同様の戦闘能力を残したままの仕様となっている。そのため、有事の際には実戦任務に投入可能とされる。
2023年12月14日、中国人民解放軍とロシア軍が東シナ海・日本海で実施した飛行おいて、ルースキエ・ヴィーチャズィのSu-35SがTu-95爆撃機に随行した。

## 実績
チームが展示飛行を実施した国は以下の通り。
- ロシア連邦
- イギリス
- マレーシア
- アメリカ合衆国
- オーストリア
- スロヴァキア
- フランス
- カナダ
- ノルウェー
- ベルギー
- ルクセンブルク
- 中華人民共和国
- ベラルーシ
- フィンランド

## クビンカの展示飛行チーム
- ルースキエ・ヴィーチャズィ - Su-27
- ストリージ - MiG-29
- ネベースヌィエ・グサールィ（ロシア語版） - Su-25